# Liste der Monuments historiques in Gron (Cher)
Die Liste der Monuments historiques in Gron (Cher) führt die Monuments historiques in der französischen Gemeinde Gron auf.

## Liste der Objekte
| Bezeichnung | Beschreibung                  | Standort                        | Kennzeichnung | Schutzstatus | Datum | Bild |
| ----------- | ----------------------------- | ------------------------------- | ------------- | ------------ | ----- | ---- |
| Hauptaltar  | Holz, bemalt, 18. Jahrhundert | in der Kirche St-Étienne (Lage) | PM18000895    | Inscrit      | 1977  |      |